# Busted Stuff
Busted Stuff è un album della Dave Matthews Band, pubblicato dalla RCA Records il 16 luglio 2002.
Nove delle undici tracce di questo album sono versioni ri-registrate di quelle che apparivano nel progetto abbandonato conosciuto come The Lillywhite Sessions. Where Are You Going?, che non è tratta da quelle sessioni, fu il primo singolo estratto.

## Tracce
Tutte le canzoni scritte da David J. Matthews.
1. Busted Stuff – 3:47
2. Grey Street – 5:07
3. Where Are You Going – 3:52
4. You Never Know – 5:53
5. Captain – 3:46
6. Raven – 5:37
7. Grace Is Gone – 4:38
8. Kit Kat Jam – 3:34
9. Digging a Ditch – 4:47
10. Big Eyed Fish – 5:04
11. Bartender – 8:31

## Formazione
- Carter Beauford — batteria
- Stefan Lessard — basso, dobro, pianoforte, organo Hammond
- Dave Matthews — chitarra acustica ed elettrica, voce principale
- LeRoi Moore — sassofono, tin whistle, flauto
- Boyd Tinsley — violino